# Danny Manning
Daniel Ricardo „Danny“ Manning (* 17. Mai 1966 in Hattiesburg, Mississippi, Vereinigte Staaten) ist ein ehemaliger amerikanischer Basketballspieler und heutiger -trainer, der zwischen 1988 und 2003 in der National Basketball Association spielte. Beim NBA-Draftverfahren 1988 wurde er an erster Stelle ausgewählt. 1998 gewann er den NBA Sixth Man of the Year Award. Als Trainer wurde er in der NCAA tätig.

## Jugend und NCAA
Manning wuchs in Greensboro im US-Bundesstaat North Carolina auf. Als Jugendlicher war er zunächst Mitglied der Basketballmannschaft der Greensboro Page High School, dann im Bundesstaat Kansas der Lawrence High School.
Manning spielte vier Jahre für die University of Kansas. 1988 gewann er mit den von Trainer Larry Brown betreuten Jayhawks die NCAA-Meisterschaft. Im Endspiel gegen die University of Oklahoma überragte Manning mit 31 Punkten, 18 Rebounds, fünf Ballgewinnen und zwei geblockten Würfen. Er wurde anschließend als NCAA-Spieler des Jahres sowie bester Spieler des Finalturniers ausgezeichnet.
Er verließ seine Universität als bester Punktesammler (2951) und Rebounder (1187) in der Geschichte der Hochschulmannschaft sowie als erfolgreichster Punktesammler der Big Eight Conference. Später wurde er dafür zum besten Spieler der Big Eight Conference der 1980er Jahre ausgezeichnet. Manning nahm auch an den Olympischen Sommerspielen 1988 in Seoul teil und gewann mit der US-Nationalmannschaft die Bronzemedaille. Im Verlauf des olympischen Turniers erzielte er im Durchschnitt 11,4 Punkte je Begegnung.

## NBA
Beim NBA-Draft 1988 wurde Manning von den Los Angeles Clippers an erster Stelle ausgewählt. Den ihm anschließend von den Kaliforniern angebotenen Vertrag lehnte ab, es gab monatelang keine Einigung, ehe Manning im November 1988 einen Fünfjahresvertrag unterschrieb. Er spielte insgesamt sechs Jahre für die Clippers. 1993 und 1994 wurde er ins NBA All-Star Game berufen. Während der Saison 1993/94 wurde er im Austausch für Dominique Wilkins an die Atlanta Hawks abgegeben. Er blieb bei den Hawks nur bis zum Ende der Saison und wechselte daraufhin zu den Phoenix Suns. Bei den Suns übernahm er die Rolle des Sechsten Mannes. 1998 wurde er für seine Leistungen mit dem NBA Sixth Man of the Year Award, als bester Bankspieler der Liga, geehrt.
In der Saison 1999/2000 fiel seine mittlere Einsatzzeit je Begegnung erstmals unter 20 Minuten. Auch nach seinem Jahr bei den Milwaukee Bucks nahm Manning bei den Dallas Mavericks und den Detroit Pistons keine Schlüsselrolle ein. Für Detroit bestritt er nur 13 Spiele. 2003 beendete Manning seine Karriere.
Während seiner 15-jährigen NBA-Karriere erzielte Manning 14 Punkte, 5,2 Rebounds und 2,3 Assists pro Spiel.

## Trainerkarriere
Nach dem Ende seiner Spielerlaufbahn kehrte er zu seiner ehemaligen Universität Kansas zurück, wo er als Assistent von Cheftrainer Bill Self 2008 noch einmal die NCAA-Meisterschaft gewann. Im Jahre 2012 übernahm Manning an der University of Tulsa das Amt des Cheftrainers. Mit dieser erreichte er 2014 die zweite Runde des NCAA-Turniers. Für diese Leistung wurde er zum Trainer des Jahres in der Conference USA gewählt. 2014 wechselte er an die Wake Forest University. Im April 2020 wurde er entlassen, nachdem seine Mannschaft in der Saison 2019/20 13 Spiele gewonnen sowie 18 verloren und den geteilten letzten Platz in der Atlantic Coast Conference belegt hatte. Anschließend war Manning für den Sender ESPN tätig.
Im April 2021 wurde er an der University of Maryland als Assistenztrainer eingestellt, Cheftrainer war Mark Turgeon, mit dem Manning an der University of Kansas zusammengespielt hatte. Anfang Dezember 2021 rückte Manning nach Turgeons Rücktritt ins Amt des (Übergangs-)Cheftrainers auf und betreute die Mannschaft hauptverantwortlich bis zum Ende der Spielzeit 2021/22. Mitte April 2022 vermeldete die University of Louisville Mannings Verpflichtung. Er wurde beigeordneter Cheftrainer (englisch: associate head coach).